# Dromon

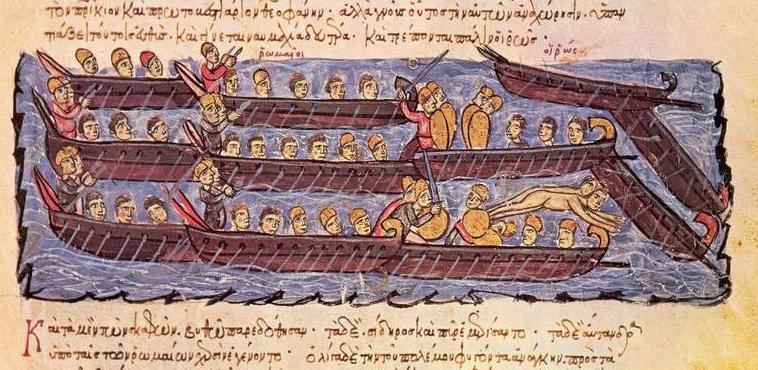
Ilustración del Skylitzes Matritensis donde la flota bizantina repele el ataque de la rusa en Constantinopla en 941. Se utilizan espuelas para romper los remos de los barcos enemigos. Las acciones de abordaje y los combates cuerpo a cuerpo determinaron el resultado de la mayoría de las batallas navales en la Edad Media.

Un dromon o dromón (del griego δρόμων, dromōn, "corredor") fue una antigua nave de remos, evolución de la birreme romana y precursora de las galeras. Fue el barco de guerra más importante de la armada de Bizancio entre los siglos V y XII, cuando fueron sucedidos por las galeras de estilo italiano. Fue desarrollado a partir de la antigua liburna, que fue la principal nave de la armada romana durante el imperio.

## El barco
Eran un tipo de  buques variados de tamaño y capacidad de tres velas latinas (triangulares) y dos filas de remeros, lo que le daba gran velocidad. Podía albergar entre 80 y 300 hombres, entre remeros, soldados y marineros. Estos barcos estaban armados con balistas y máquinas pesadas que proyectaban dardos de hierro, además del famoso fuego griego, así como catapultas para dispararlo, otra muestra del Imperio bizantino.
Pertenecía a la flota imperial de Constantinopla, y su diseño viene precedido por el trirreme, una nave rápida que a su vez estaba basada en la de los ilirios de la costa adriática. Para albergar a un número tan grande de hombres tenía 30-50 metros de eslora y 5-7 metros de manga.

## Historia
Con el proceso llamado caída del Imperio romano de Occidente, las provincias orientales quedaron adscritas al Imperio romano de Oriente, que posteriormente sería denominado Imperio bizantino. Su capital fue Constantinopla, y no cayó hasta 1453 gracias a una gran potencia militar tanto terrestre como naval. El dromón era uno de los barcos que formaba parte de la flota imperial, acompañado de otras naves como los panfiles, monorremes o kelandias. La flota de Constantinopla no se usó solo para la conquista, sino para defenderse de los numerosos asedios a los que fue sometida la ciudad.

## El fuego griego
Se trata de una de las principales armas del dromon. Debido al secretismo que gira en torno a esta forma de combate, no se sabe muy bien cómo surgió y cómo se producía, pero en cualquier caso todo indica que los ingredientes principales eran agua, nafta, óxido de calcio, azufre, resina y salitre.
El fuego griego se lanzaba con sifones de bronce, artefactos o armas parecidas a los actuales lanzallamas. Fue inventado por Calínico en Heliópolis (Baalbek, en el Líbano actual) el año 650 d. C.

## Evolución y características

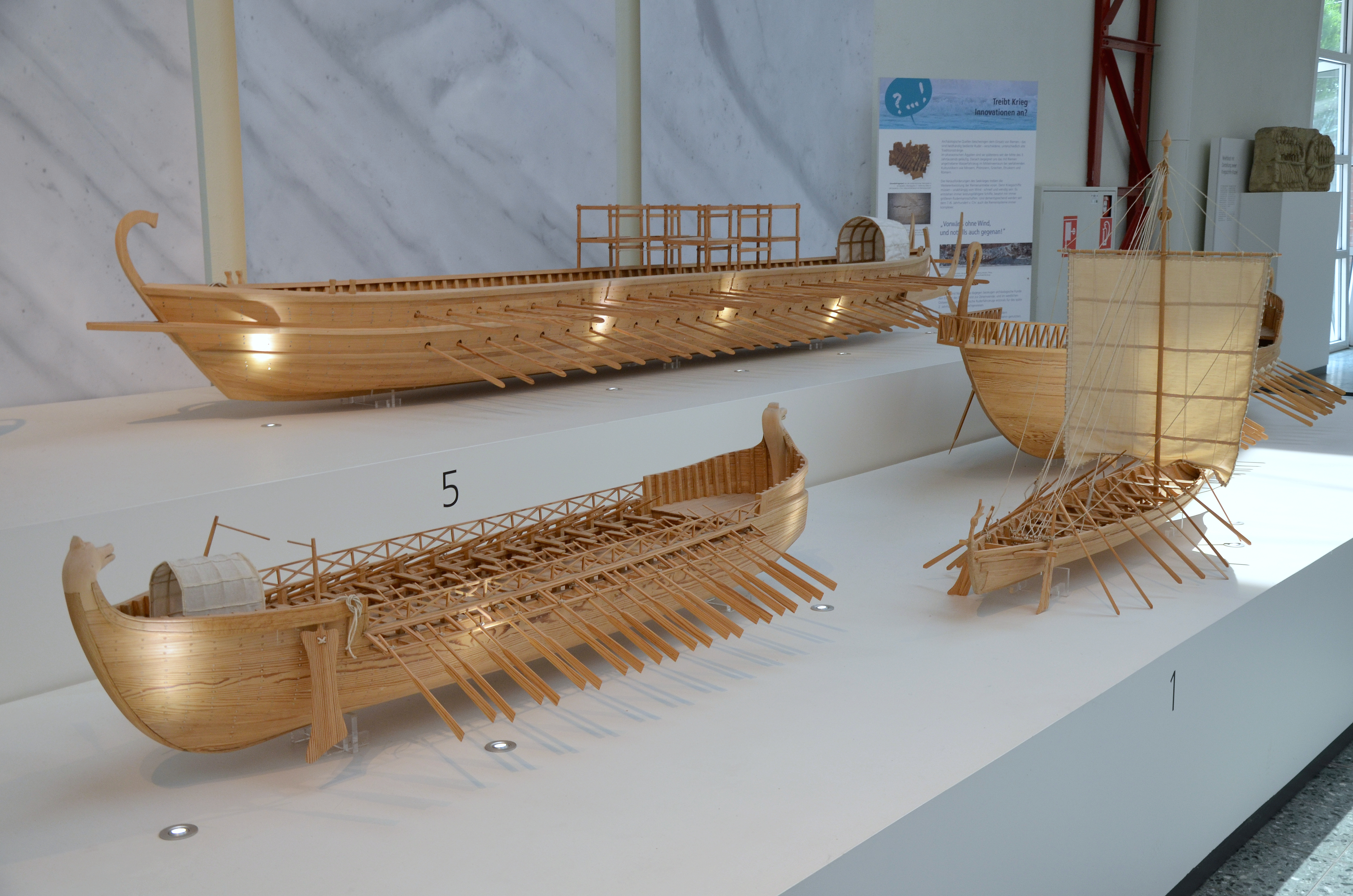
Reconstrucción (arriba) en escala 1:10 del casco de un dromon, en el Museo de la Navegación Antigua, Maguncia.

La aparición y evolución de los buques de guerra medievales es un tema de debate y conjeturas: hasta hace poco, no se habían encontrado restos de un buque de guerra a remo de la antigüedad ni de la época medieval temprana, y la información tuvo que recopilarse mediante el análisis de pruebas literarias, toscas representaciones artísticas y los restos de algunos buques mercantes (como el naufragio Pantano Longarini del siglo VII de Sicilia, el barco Yassi Ada del siglo VII y el naufragio Serçe Limanı del siglo XI). Solo en 2005-2006 las excavaciones arqueológicas para el proyecto Marmaray en la ubicación del puerto de Teodosio (actual Yenikapi) descubrieron los restos de más de 36 barcos bizantinos de los siglos VI al X, incluidas cuatro galeras ligeras del tipo galea.
La opinión aceptada es que los principales desarrollos que diferenciaron a los primeros dromones de las liburnias, y que a partir de ahora caracterizaron a las galeras mediterráneas, fueron la adopción de una cubierta completa (katastrōma), el abandono de los arietes en la proa en favor de una plataforma sobre el agua, y la paulatina introducción de las velas latinas. Las razones exactas del abandono del ariete (en latín: tribuna, en griego : ἔμβολος) no están claras. Representaciones de picos que apuntan hacia arriba en el manuscrito Virgilio del Vaticano del siglo IV bien puede ilustrar que el ariete ya había sido reemplazado por una espuela en las galeras romanas tardías. Una posibilidad es que el cambio se produjo debido a la evolución gradual de la antigua shell-first (‘primero el casco’), método de construcción del casco con caja y espiga, contra el cual habían sido diseñados carneros, en el método esqueleto-primero, que produjo un casco más fuerte y flexible, menos susceptible a los ataques con ariete. Ciertamente, a principios del siglo VII, la función original del carnero se había olvidado, si juzgamos por los comentarios de Isidoro de Sevilla de que se usaban para proteger contra colisiones con rocas submarinas. En cuanto a la vela latina, varios autores han sugerido en el pasado que fue introducida en el Mediterráneo por los árabes, posiblemente con un origen último en la India. Sin embargo, el descubrimiento de nuevas representaciones y referencias literarias en las últimas décadas ha llevado a los estudiosos a anteceder la aparición de la vela latina en el Levante al período helenístico tardío o romano temprano. No solo se conocía la versión triangular, sino también la cuadrilátera, utilizada durante siglos (principalmente en embarcaciones más pequeñas) en paralelo con velas cuadradas.

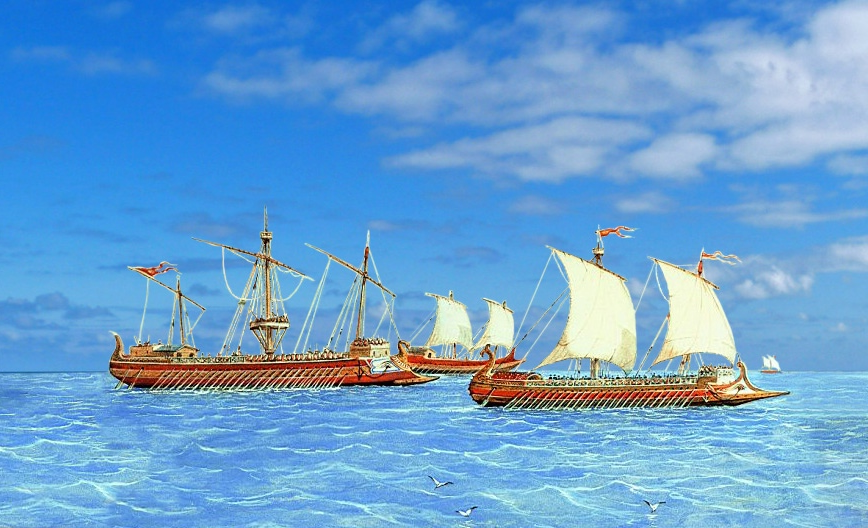
Cuadro del pintor español del Rafael Monleón que representa tres dromones bizantinos en acción (Museo Naval (Madrid)).

La flota de Belisario durante la Guerra vándala, como la describió Procopio de Cesarea, aparentemente estaba al menos parcialmente equipada con velas latinas, lo que hace probable que para ese momento el latino se había convertido en el aparejo estándar del dromon, con la tradicional vela cuadrada cayendo gradualmente su uso en la navegación medieval. Estos dromones del siglo VI eran barcos de un solo banco (" monoreme ") de probablemente 50 remos, dispuestos con 25 remos a cada lado. Una vez más, a diferencia de los barcos helenísticos, que usaban un estabilizador, estos se extendían directamente desde el casco. En el último de dos bancos ("birreme") dromones de los siglos IX y X, los dos bancos de remos (elasiai) estaban divididos por la cubierta, con el primer banco de remos situado debajo, mientras que el segundo banco de remos estaba situado encima de la cubierta; se esperaba que estos remeros lucharan junto al marinos del barco en operaciones de abordaje. El erudito griego Christos Makrypoulias sugiere una disposición de 25 remeros debajo y 35 en la cubierta a cada lado para un dromon de 120 remeros. La eslora total de estos barcos era probablemente de unos 32 metros. Aunque la mayoría de los barcos contemporáneos tenían un solo mástil (histos o katartion), los dromones birreme más grandes probablemente necesitaron al menos dos mástiles para maniobrar con eficacia, [18] suponiendo que una sola vela latina para un barco de este tamaño hubiera alcanzado dimensiones ingobernables. [19] El barco fue gobernado por medio de dos cuartos de timón en la popa (prymnē), que también albergaba una tienda (skēnē) que cubría la litera del capitán (krab(b)a(t)os). La proa (prōra) presentaba un castillo de proa elevado (pseudopation), debajo del cual se proyectaba el sifón para la descarga del fuego griego, aunque también se podían llevar sifones secundarios en medio del barco a ambos lados. Una empavesada (kastellōma), en la que los marineros podían colgar sus escudos, corría alrededor de los costados del barco, proporcionando protección a la tripulación de cubierta. Los barcos más grandes también tenían castillos de madera (xylokastra) a ambos lados entre los mástiles, similares a los atestiguados por las liburnas romanos, que proporcionaban a los arqueros plataformas de tiro elevadas. La espuela de proa (peronion) estaba destinada a cabalgar sobre los remos de un barco enemigo, rompiéndolos y dejándolo indefenso contra el fuego de misiles y las acciones de abordaje.
Los cuatro barcos galeai descubiertos en las excavaciones de Yenikapi, que datan de los siglos X-XI, tienen un diseño y construcción uniformes, lo que sugiere un proceso de fabricación centralizado. Tienen una longitud de unos 30 metros y están construidos con pino negro europeo y avión oriental.

## Variantes
En el siglo X, había tres clases principales de barcos de guerra birremes del tipo general dromon, como se detalla en los inventarios de las expediciones enviadas contra el Emirato de Creta en 911 y 949: el [chelandion] ousiakon ([χελάνδιον] οὑσιακόν), llamado así porque estaba tripulado por una ousia de 108 hombres; el [chelandion] pamphylon ([χελάνδιον] πάμφυλον), con una tripulación de hasta 120-160 hombres, cuyo nombre implica un origen en la región de Panfilia como barco de transporte o su tripulación con "tripulaciones escogidas" (de πᾶν+φῦλον, "todas las tribus"); y el dromon propiamente dicho, tripulado por dos ousiai. En el De Ceremoniis de Constantino VII, se dice que el dromon pesado tiene una tripulación aún mayor, de 230 remeros y 70 marinos; el experto naval John H. Pryor considera que son tripulaciones supernumerarias que se llevan a bordo, mientras que Makrypoulias sugiere que los hombres extra corresponden a un segundo remero en cada uno de los remos de la banda superior. Un barco más pequeño, de una sola banda, el monērēs (μονήρης, "de una sola banda") o galea (γαλέα, de donde deriva el término "galera"), con unos 60 hombres como tripulación, se utilizaba para misiones de exploración pero también en las alas de la línea de batalla.
Los dromones de tres bandas ("trirreme") se describen en una obra del siglo X dedicada al parakoimōmenos Basilio Lekapenos. Sin embargo, este tratado, que sólo se conserva en fragmentos, se basa en gran medida en referencias sobre el aspecto y la construcción de un trirreme griego clásico, por lo que hay que tener cuidado al intentar aplicarlo a los buques de guerra del periodo bizantino medio. No obstante, la existencia de buques trirremes está atestiguada en la armada fatimí de los siglos XI y XII, y las referencias hechas por León VI a los grandes barcos árabes en el siglo X pueden indicar también galeras trirremes.
Para el transporte de mercancías, los bizantinos solían requisar mercantes ordinarios como barcos de transporte (phortēgoi) o de abastecimiento (skeuophora). Los bizantinos y los árabes también empleaban transportes de caballos (hippagōga), que eran barcos de vela o galeras, estas últimas seguramente modificadas para acomodar a los caballos. Dado que las chelandia parecen haber sido originalmente transportes de caballos de remo, esto implicaría diferencias en la construcción entre el chelandion y el dromon propiamente dicho, términos que, por otra parte, se utilizan a menudo indistintamente en las fuentes literarias. Mientras que el dromon se desarrolló exclusivamente como galera de guerra, el chelandion habría tenido que tener un compartimento especial en medio del barco para acomodar una fila de caballos, aumentando su manga y profundidad de bodega.